# Brainwashed
Brainwashed —en español: Cerebro lavado— es el duodécimo y último álbum de estudio del músico británico George Harrison, publicado por la compañía discográfica Dark Horse Records en noviembre de 2002. El disco, el primero de estudio en quince años tras la publicación de Cloud Nine, se grabó en su estudio personal de Friar Park y en los Swiss Arm Studios de Suiza entre 1997 y 2002. Brainwashed incluyó una mezcla de nuevas composiciones, caracterizadas por una marcada impronta espiritual destacada por la prensa musical, y canciones antiguas como «Rockin' Chair in Hawaii» —de las sesiones de All Things Must Pass—, «Any Road» —compuesta durante el rodaje del videoclip de «This Is Love» en 1987— y «Between the Devil and the Deep Blue Sea» —una versión del tema de Harold Arlen grabada en directo en 1992—. Tras su fallecimiento a causa de un cáncer en noviembre de 2001, su hijo Dhani y su amigo Jeff Lynne, compañero en el grupo Traveling Wilburys, finalizaron Brainwashed siguiendo las pautas marcadas por el músico. 
Como disco póstumo, Brainwashed ganó la atención de la crítica musical desde su publicación y es generalmente considerado como uno de los trabajos más refinados e intimistas de su carrera. Al respecto, David Fricke, de la revista Rolling Stone, escribió: «Es un buen y encantador epitafio de un hombre que, al final de su vida, creyó que el rock and roll era el cielo en la Tierra». Sin embargo, su éxito comercial fue moderado: solo alcanzó el puesto dieciocho en la lista estadounidense Billboard 200 y el veintinueve en la lista de discos más vendidos del Reino Unido. No obstante, el tema instrumental «Marwa Blues» ganó el Grammy a la mejor actuación instrumental en la 46.ª edición de los premios, una gala donde el álbum también fue nominado como mejor álbum de pop vocal y «Any Road» como mejor interpretación vocal pop masculina.

## Antecedentes
Durante los quince años que separan la publicación de Cloud Nine y Brainwashed, Harrison mantuvo un ritmo de trabajo inferior al de años anteriores. Después de formar el grupo Traveling Wilburys con Bob Dylan, Roy Orbison, Jeff Lynne y Tom Petty y de publicar dos discos, Traveling Wilburys Vol. 1 y Traveling Wilburys Vol. 3, realizó su última gira, una serie de doce conciertos en Japón, en diciembre de 1991, junto a Eric Clapton. Tras la publicación de Live in Japan disminuyó progresivamente su actividad musical y sus apariciones públicas fueron mínimas.
Una vez completado el proyecto The Beatles Anthology con Paul McCartney y Ringo Starr, intervino en colaboraciones aisladas con amigos y músicos como Gary Wright, Carl Perkins y Bill Wyman. Su última aparición en televisión tuvo lugar en mayo de 1997 en el canal VH1 con motivo de la publicación de Chants of India, un álbum de Ravi Shankar producido por el propio Harrison. Durante el programa interpretó una versión acústica de «Any Road», además de las canciones «All Things Must Pass» —que dio título a su primer disco de estudio en solitario—, «If You Belonged To Me» —publicada en Traveling Wilburys Vol. 3— y «Prabhujee» —incluida en Chants of India—.
A pesar de colaborar en proyectos musicales de diversos amigos, el músico se mostró reticente a la hora de volver a grabar un nuevo trabajo. Según Klaus Voormann: «George me habló de sus intenciones de grabar otro disco, pero también de las dudas que tenía sobre si hacerlo en realidad».

## Grabación

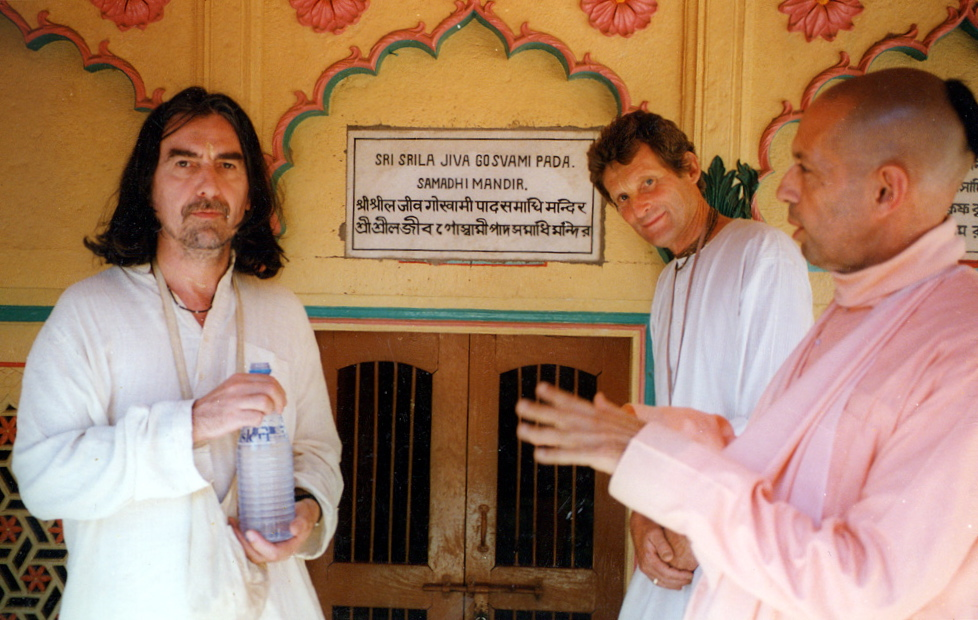
George Harrison en una visita a la India en 1996.

En 1997, Harrison decidió volver a grabar un nuevo álbum con la ayuda de Jeff Lynne, productor de su anterior trabajo de estudio, Cloud Nine, y de las canciones «Free as a Bird» y «Real Love» para el proyecto The Beatles Anthology. Según Lynne: «Comenzamos a trabajar en el álbum en 1999. George solía venir a mi casa y siempre traía una canción consigo. Solía rasguearlas en una guitarra o en un ukelele. Las canciones me dejaban noqueado». El comienzo del proyecto coincidió con el primer diagnóstico de cáncer, tras serle detectado un nódulo en el cuello que fue tratado con cirugía y radiación. Poco después, Harrison comentó al respecto: «Dejé de fumar. Dejé los cigarrillos hace muchos años, pero empecé otra vez durante un tiempo y luego paré en 1997. Por suerte para mí encontraron que este nódulo era más una advertencia que cualquier otra cosa».
En junio de 1999, el músico había completado las demos de la mayoría de las canciones incluidas en Brainwashed, con todos los instrumentos tocados por él o por su hijo Dhani, a excepción de la batería, añadida por Jim Keltner. Sobre su participación en el proyecto, Keltner comentó: «[Harrison] me llamaba y preguntaba: "¿Qué haces en febrero? ¿Puedes venir?", yo decía: "¿Qué tienes?", y él decía: "Tengo algunas nuevas y algunas de las que has escuchado en los últimos años».
La grabación de Brainwashed tuvo lugar en los estudios personales que el músico construyó en Friar Park, su residencia desde comienzos de la década de 1970, con la ayuda de su hijo Dhani. Las canciones fueron grabadas en analógico, en un intento por «evitar la mayoría de los avances tecnológicos en el proceso de grabación en los que los propios Beatles habían sido pioneros con George Martin», según el biógrafo Simon Leng. Al respecto, Keltner comentó: «Básicamente me decía lo que él no quería. No quería rellenos de lujo o mucha extravagancia».
Aunque gran cantidad de las canciones de Brainwashed eran composiciones recientes, otras fueron escritas en años anteriores. Al respecto, «Rockin' Chair in Hawaii» evolucionó a partir de una demo grabada durante las sesiones de All Things Must Pass, mientras que una versión de «Run So Far» apareció previamente en el álbum de Eric Clapton Journeyman. Por otra parte, Harrison compuso la letra de «Any Road» durante el rodaje del videoclip de «This Is Love», un sencillo del álbum Cloud Nine. En el mismo sentido, la versión en directo de «Between the Devil and the Deep Blue Sea» fue grabada en el documental de Channel 4 Mister Roadrunner el 6 de julio de 1992, con Jools Holland al piano.

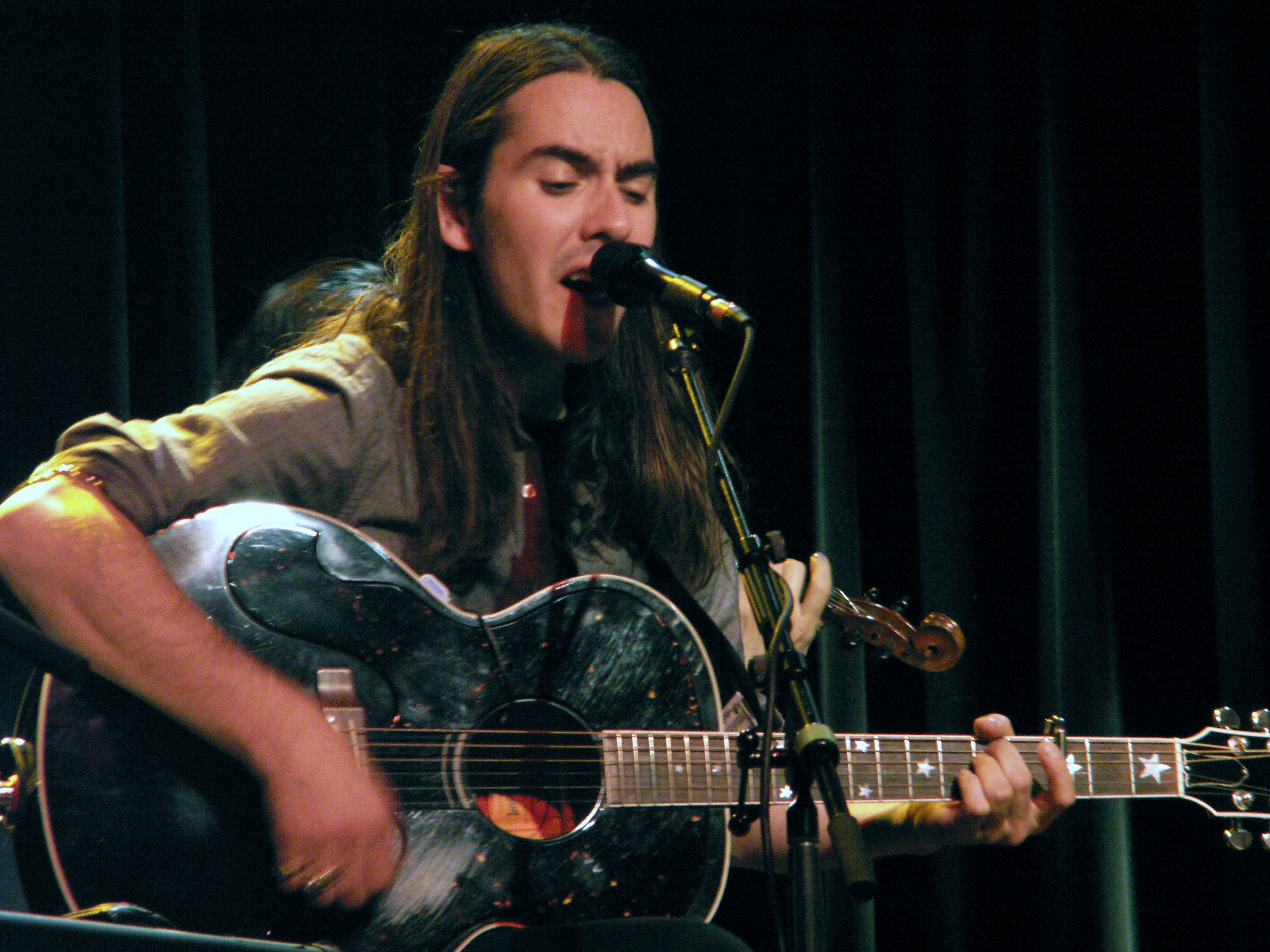
Dhani, hijo de Harrison, finalizó Brainwashed con Jeff Lynne siguiendo las pautas marcadas por su padre.

La grabación del nuevo álbum coincidió con un creciente deterioro en la salud del músico: en 1998 fue nuevamente diagnosticado con un cáncer de garganta y comenzó a recibir un tratamiento de radioterapia que consiguió eliminar con éxito el tumor. Además, el 30 de diciembre de 1999 sufrió un ataque en su hogar de Friar Park en el que fue víctima de varias puñaladas, que provocaron la perforación de un pulmón.
Recuperado del ataque, y tras recobrar la propiedad de su catálogo musical en 1999, Harrison suspendió temporalmente la grabación de Brainwashed para trabajar en la remasterización de su catálogo musical, que comenzó por All Things Must Pass. En febrero de 2001, un mes después de reeditar All Things Must Pass, Harrison reconoció en un chat de Yahoo! que estaba grabando un nuevo disco y trabajando con 35 canciones en «varios estados de finalización». Sin embargo, su trabajo se vio nuevamente paralizado en mayo por una operación quirúrgica para eliminar un tumor de su pulmón, y en julio se sometió a un tratamiento para eliminar un tumor cerebral en Suiza.
A pesar de sus problemas de salud, Harrison continuó trabajando en Brainwashed con su hijo Dhani al tiempo que le comentaba propuestas para completar las canciones. Según Lynne: «George habló de cómo quería que el disco sonara. Le dijo a Dhani un montón de cosas que le gustaría haber hecho con las canciones y nos dejó unas pocas pistas. Había siempre esa energía espiritual en las letras y en la música». Además, el músico también colaboró en proyectos de varios amigos: tocó la guitarra slide en dos temas del álbum de Jeff Lynne Zoom y el 2 de octubre grabó la voz de «Horse to the Water», su última grabación en un estudio, para el álbum de Jools Holland Small World, Big Band.
Los últimos retoques que el músico realizó a las canciones de Brainwashed tuvieron lugar en un estudio de grabación de Montagnola poco antes de emprender su último viaje a los Estados Unidos en octubre. Aunque continuó tratándose el cáncer, Harrison era consciente de la gravedad de su salud, algo que afrontó «sin temor», según su esposa Olivia, gracias a sus creencias religiosas. Al respecto, Olivia comentó: «A nadie le gusta estar enfermo, a nadie le gusta sentirse incómodo. Pero acompañó a lo que estaba sucediendo. Una vez dijo: "No puedes al final de tu vida empezar a pensar en Dios, tienes que practicar. No es algo con lo que acabas de tropezar, ya sabes, la conciencia y la autorealización, tienes que trabajarlo"». Finalmente, Harrison falleció el 29 de noviembre en Los Ángeles y dejó incompleta la grabación de Brainwashed.
En marzo de 2002, varios meses después del fallecimiento de Harrison, Lynne y Dhani decidieron examinar las cintas de Brainwashed para publicar un trabajo póstumo. Dhani comentó sobre la finalización de Brainwashed: «Fue la cosa más alegre y la más triste que tuvimos que hacer. Fue un gran privilegio y un honor trabajar en un disco como éste y muy triste que él no pudiese estar ahí para hacerlo con nosotros». Además de las ideas que sugirió a su hijo, el músico llegó a grabar o escribir instrucciones para ultimar los retoques de canciones mayoritariamente finalizadas: al respecto, había incluso cantado la futura orquestación de «Rising Sun» en una cinta con el fin de que fuera transcrita, interpretada y grabada, e incluso había registrado múltiples tomas de solos de guitarra para las canciones. El trabajo de Lynne consistió principalmente en añadir partes de bajo que Harrison dejó incompletas.

## Acogida

### Calificaciones de la crítica
Tras su publicación, Brainwashed obtuvo reseñas generalmente positivas de la prensa musical, con una puntuación de 77 sobre 100 en la web Metacritic, basada en dieciséis críticas. Según la revista Billboard: «Con Brainwashed, el otro compositor de The Beatles nos ha dejado con una postal de música trascendental. Las canciones, admirablemente completadas por su hijo Dhani y su amigo Jeff Lynne, confirman la importancia de Harrison en The Beatles, así como su brillantez individual. Bellamente fatalista e imponentemente pedagógico, Brainwashed es posiblemente el mejor álbum de Harrison y un sobrio recuerdo de que su fallecimiento es una pérdida demasiado grande para medir». En el mismo sentido, Stephen Thomas Erlewine de Allmusic escribió: «Desafiando todos los pronósticos, Brainwashed no es solo un éxito, sino uno de los mejores discos que Harrison ha hecho. Es verdad que no alcanza el esplendor de All Things Must Pass ni es mucho de su tiempo, como Living in the Material World o Cloud Nine, pero es una joya tranquila y sutil, una cercana al corazón de la música de Harrison».
En su reseña para Rolling Stone, David Fricke escribió: «Brainwashed no nos dice si Harrison nunca superó ser un beatle. Pero hay poco de amargura o arrepentimiento en su música, en su mayoría es aceptación, anticipación y gran vibración. Es un buen y encantador epitafio de un hombre que, al final de su vida, creyó que el rock and roll era el cielo en la Tierra». Andrew Lynch en la web Entertainment.ie comentó sobre el disco: «De forma no sorprendente, ideas sobre la muerte y la mortalidad pesaban mucho en su mente en ese momento, e inspiraron parte de las piezas más conmovedoras de Brainwashed, como la sobresaliente y encantadora "Stuck Inside a Cloud". Hay que decir que Harrison parece haber perdido su sentido del humor en algún momento de los 60 y parte del material aquí puede estar enfrentado a los gustos modernos. En general, sin embargo, Brainwashed es un epílogo muy bienvenido para una gran carrera individual, una que, como sospecharás, ganará más lustre con los años», mientras que Steve Hochman de Los Angeles Times escribió: «En canciones para su último estamento musical, el beatle tranquilo se aproximó a la muerte el año pasado con la firme convicción de que no era el fin sino una transición, con un anhelo de alcanzar una comprensión más profunda, y con un ojo crítico sobre el mundo material e incluso con sentido del humor». Por su parte, Robert Christgau otorgó al álbum tres estrellas, la máxima nota posible según su sistema de calificación, mientras que revistas como Mojo destacaron su «madurez» y «profundidad».

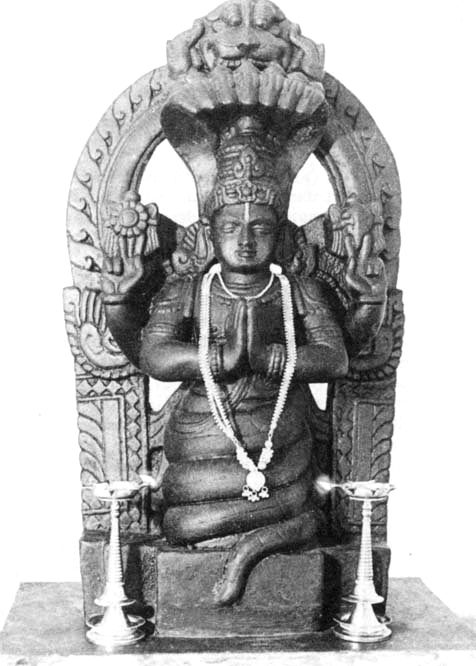
Representación de Patañjali. Una lectura de sus Aforismos del yoga aparece en el intermedio de «Brainwashed».

Gary Glabbers de PopMatters comentó: «En total, es fácilmente el mejor esfuerzo en solitario de Harrison desde All Things Must Pass, un disco bello de canciones muy personales que te cautivarán en la misma forma que el beatle tranquilo hizo. Es un trabajo de amor de Dhani y Jeff Lynne hacia George, y se nota. Querían conseguir lo mejor y me alegra decir que lo hicieron. Esta colección de canciones melódicas es una celebración repleta de sinceridad y calidez de un hombre que nunca dejó que su fama —ni su enfermedad— se interpusiera en el camino de las cosas más importantes para él. El beatle tímido nunca podrá recibir los elogios que merece, pero Brainwashed es una prueba más de que su enorme talento sigue vivo». Tom Sinclair de Entertainment Weekly comentó: «Es casi imposible no ver un álbum póstumo de un beatle recientemente fallecido a través del prisma de la nostalgia y del dolor. Uno sospecha que si incluso Brainwashed, el último esfuerzo de estudio de Harrison, fuese un disco sin valor, los críticos podrían cortarlo a una milla de holgura. De modo que es agradable decir que el testamento y la última voluntad de Harrison se amontona notablemente bien sobre el resto de su obra».
En una reseña para la BBC, Chris Jones comentó: «Sin terminar en el momento de su muerte, Brainwashed se erige como testamento de la modesta carrera de un hombre modesto para quien las parafernalias de la fama no significaban nada. Si permaneces impasible ante su calidez, sinceridad y, por encima de todo, su sabiduría sin exceder los límites, bueno, eres un pez frío». Alexis Petridis de The Guardian destacó la «innegablemente preciosa» melodía de «Stuck Inside a Cloud» y escribió: «El título que da tema al disco se lamenta de la vida moderna, invoca a Dios y termina con un mantra cantado. Espiritualmente inclinado a la India, un poco gruñón, pero espléndido y aun mejor: es difícil imaginar un epitafio más apropiado». Por su parte, George Graham comentó: «Lo que parece ser el último estamento musical de Harrison es un álbum conmovedor y edificante. Es uno disco que cualquier fan de The Beatles desearía tener».
Más de una década después de su lanzamiento, Brainwashed siguió manteniendo su estatus como uno de los mejores trabajos de Harrison, en paralelo a All Things Must Pass o Cloud Nine. Conmemorando el décimo aniversario de su publicación, Ryan Reed definió el álbum en Ultimate Classic Rock como «subestimado y profundamente hermoso» y escribió: «Aunque ha pasado una década desde su lanzamiento, Brainwashed sigue siendo una fuente melódica y elegante de comodidad, un cariñoso canto de cisne de uno de los mejores talentos del rock». Además, en una encuesta sobre los diez mejores discos de Harrison elaborada por Guitar World en febrero de 2013, coincidiendo con el que hubiera sido el 70º cumpleaños del músico, Brainwashed quedó en segunda posición, por detrás de All Things Must Pass.

### Resultados comerciales
A pesar de las reseñas mayoritariamente positivas, Brainwashed obtuvo unos resultados comerciales modestos. Según el biógrafo Simon Leng, la principal razón fue la escasa promoción que EMI llevó a cabo: al respecto, el escritor comentó: «Cualquier decepción persistente con la promoción de Brainwashed debe situarse en el hecho de que no hubo [promoción] en absoluto». Antes del lanzamiento de Brainwashed, «Stuck Inside a Cloud» fue publicado como sencillo promocional y alcanzó el puesto veintisiete en la lista estadounidense Hot Adult Contemporary Tracks de Billboard.
En los Estados Unidos, el álbum debutó en el puesto dieciocho de la lista Billboard 200, un resultado solo superior al alcanzado por Gone Troppo y Live in Japan, que llegaron al 108 y 126 respectivamente. También en los Estados Unidos, alcanzó el puesto ochenta en la lista Top Internet Albums. En su país natal, el álbum obtuvo un éxito aun inferior al no entrar en la lista de discos más vendidos. Solo tras reeditarse en marzo de 2003 con una portada distinta, el álbum alcanzó el puesto veintinueve en la lista UK Albums Chart, su peor resultado en el país desde el lanzamiento de George Harrison en 1979. De forma paralela, «Any Road» fue publicado como sencillo en mayo de 2003 y alcanzó el puesto 37 en la lista UK Singles Chart.
Aun con unos resultados comerciales modestos, el álbum fue certificado disco de oro en los Estados Unidos, el Reino Unido y Canadá. Además, Harrison obtuvo de forma póstuma tres nominaciones en la 46.ª edición de los premios Grammy: mejor álbum de pop vocal por Brainwashed, mejor actuación instrumental por «Marwa Blues» y mejor interpretación vocal pop masculina por «Any Road». Solo el tema instrumental «Marwa Blues» ganó el premio en la categoría de mejor actuación instrumental.

## Diseño y ediciones del álbum

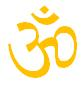
La portada de Brainwashed incluye el símbolo om junto a la firma de Harrison.

El diseño de Brainwashed fue realizado por Thenewno2, un seudónimo utilizado por Dhani Harrison y Oliver Hecks y posteriormente nombre de su primera banda musical. El grupo fue también acreditado en el diseño del disco Concert for George, de la caja recopilatoria The Dark Horse Years 1976-1992 y del menú gráfico del DVD The Concert for Bangladesh en años posteriores. El diseño incluyó una portada futurista con varios maniquís sujetando una televisión, en una referencia explícita al título del disco y al poder de los medios de comunicación para manipular la mente humana. Al respecto, el propio Harrison citó a la prensa y a la televisión como elementos con capacidad para ejercer el poder de lavar el cerebro en la canción «Brainwashed», junto a componentes del poder gubernamental y bursátil como los líderes políticos, Nikkei, Dow Jones, Washington y Bruselas, entre otros.
La portada del disco incluyó también el símbolo om junto a la firma de Harrison en el margen derecho inferior. El símbolo, un mantra de religiones como el hinduismo, es constante en los trabajos de Harrison desde su primera aparición en Living in the Material World, y también está presente en la mayoría de sus álbumes, tales como Dark Horse, Extra Texture, Thirty Three & 1/3 y George Harrison. Por otra parte, en el interior del libreto que acompaña al disco, Harrison incluyó una frase que Krishna dice a Arjuna en el libro Bhagavad-guitá, uno de los principales textos sagrados del hinduismo: «There never was a time when you or I did not exist. Nor will there be any future when we shall cease to be» —en español: «Nunca hubo un tiempo en que tú o yo no existiésemos, ni tampoco habrá ningún futuro en el que dejemos de ser»—.
Brainwashed fue publicado en dos formatos: una edición estándar, con doce canciones, y una edición deluxe que incluyó el disco en formato digipack, un DVD con el making of y entrevistas a Harrison, un póster con una fotografía del músico por una cara y el diseño de la portada por la otra cara, una pegatina con el logotipo del sello Dark Horse Records y una púa de guitarra con la firma de Harrison serografiada. En marzo de 2003, EMI reeditó el álbum en el mercado británico con un diseño diferente, en el que una fotografía del músico sustituyó la portada original, desplazada a la contraportada del disco.
En octubre de 2007, Brainwashed fue publicado en formato digital en la tienda iTunes junto a parte del catálogo musical de Harrison.

## Lista de canciones
Todas las canciones escritas y compuestas por George Harrison excepto donde se anota. 
| N.º | Título                                             | Escritor(es)              | Duración |  |
| 1.  | «Any Road»                                         |                           | 3:52     |  |
| 2.  | «P2 Vatican Blues (Last Saturday Night)»           |                           | 2:38     |  |
| 3.  | «Pisces Fish»                                      |                           | 4:50     |  |
| 4.  | «Looking For My Life»                              |                           | 3:49     |  |
| 5.  | «Rising Sun»                                       |                           | 5:27     |  |
| 6.  | «Marwa Blues» (Instrumental)                       |                           | 3:40     |  |
| 7.  | «Stuck Inside a Cloud»                             |                           | 4:04     |  |
| 8.  | «Run So Far»                                       |                           | 4:05     |  |
| 9.  | «Never Get Over You»                               |                           | 3:26     |  |
| 10. | «Between the Devil and the Deep Blue Sea»          | Harold Arlen, Ted Koehler | 2:34     |  |
| 11. | «Rocking Chair in Hawaii»                          |                           | 3:07     |  |
| 12. | «Brainwashed» (Incluye la oración «Namah Parvati») |                           | 6:07     |  |

## Personal
| Músicos - George Harrison: voz, guitarra acústica, guitarra slide, bajo y coros - Jeff Lynne: guitarra eléctrica, guitarra de doce cuerdas, teclados y coros - Dhani Harrison: guitarra acústica y coros - Sam Brown: coros - Joe Brown: guitarra acústica y rítmica - Ray Cooper: batería en «Between the Devil and the Deep Blue Sea» - Mark Flanagan: guitarra acústica en «Between the Devil and the Deep Blue Sea» - Herbie Flowers: bajo y tuba en «Between the Devil and the Deep Blue Sea» - Bikram Ghosh: tabla - Jools Holland: piano en «Between the Devil and the Deep Blue Sea» - Jim Keltner: batería - Jane Lister: arpa - Jon Lord: piano - Isabela Borzymowska: lectura de «Cómo conocer a Dios», de los Aforismos del yoga de Patanjali (siglo III a. C.) | Equipo técnico - John Etchells: grabación - Brian Gardner: masterización - Marc Mann: edición digital en «Marwa Blues» y «Pisces Fish» - Ryan Ulyate: edición digital - Brian Roylance: fotografía - thenewno2: dirección artística |

## Posición en listas
| País           | Lista                      | Posición |
| -------------- | -------------------------- | -------- |
| Alemania       | Media Control Top-50 Chart | 17       |
| Austria        | Austrian Albums Chart      | 62       |
| Dinamarca      | Danish Albums Chart        | 19       |
| Estados Unidos | Billboard 200              | 18       |
| Francia        | SNEP Albums Chart          | 45       |
| Japón          | Oricon Weekly Albums Chart | 21       |
| Noruega        | VG-lista Albums Chart      | 9        |
| Reino Unido    | UK Albums Chart            | 29       |
| Suecia         | Swedish Albums Chart       | 18       |
| Suiza          | Hit Parade Top 100         | 58       |

| Año  | Sencillo               | Lista                         | Posición |
| ---- | ---------------------- | ----------------------------- | -------- |
| 2002 | «Stuck Inside a Cloud» | Hot Adult Contemporary Tracks | 27       |
| 2003 | «Any Road»             | UK Singles Chart              | 37       |

## Certificaciones
| Fecha                   | País           | Organismo certificador | Certificación | Ventas certificadas |
| ----------------------- | -------------- | ---------------------- | ------------- | ------------------- |
| 13 de diciembre de 2003 | Estados Unidos | RIAA                   | Oro           | 500 000             |
| 27 de junio de 2003     | Reino Unido    | BPI                    | Oro           | 100 000             |
| 20 de agosto de 2003    | Canadá         | CRIA                   | Oro           | 50 000              |